# Ріхард Ферстер
Ріхард Ферстер (Richard Foerster; 31 березня 1879, Штральзунд — 9 квітня 1952, Берлін) — німецький військово-морський діяч, адмірал крігсмаріне.

## Біографія

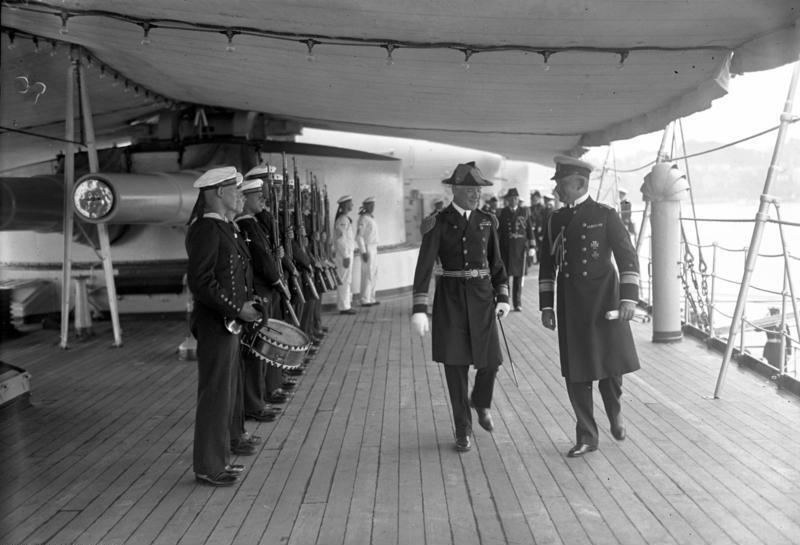
Контрадмірал Ферстер (праворуч) вітає американського адмірала Клуверіуса (1930).

12 квітня 1899 року вступив у ВМФ. Пройшов підготовку на навчальному кораблі «Штош» (1900) і в військово-морському училищі (1901). З 1901 року служив на різних надводних кораблях. У 1905-08 роках знаходився в плаванні біля берегів Африки. Учасник Першої світової війни. З 22 березня 1913 року — 1-й артилерійський офіцер важкого крейсера «Зейдліц», з 17 жовтня 1916 року — начальник відділу Управління озброєнь Імперського морського управління, одночасно з 1 квітня по 3 травня 1921 року очолював відділ Управління флотом. 4 травня 1921 року призначений начальником штабу командувача наземними військами «Остзе», одночасно з 20 червня по 31 липня 1921 року виконував обов'язки командувача. З 1 жовтня 1922 року — командир 2-го батальйону корабельної кадрованої дивізії «Остзе». 20 квітня 1923 року переведений в розпорядження командувача військово-морською станцією «Остзе», а 1 червня — в Морське керівництво. 11 липня 1923 року призначений виконувачем обов'язків начальника штабу Морського керівництва, а 26 вересня 1923 року затверджений на посаді. 15 жовтня 1925 року став першим командиром щойно спущеного на воду легкого крейсера «Емден». З 1 жовтня 1928 року — інспектор бойової підготовки ВМС, одночасно з 21 травня по 22 червня 1929 року — інспектор торпедного і мінного озброєння. Ферстер був одним з тих, хто зміг не тільки зберегти, але і модернізувати ВМФ Німеччини у вкрай важких умовах, встановлених Версальським договором. Користувався високим авторитетом на флоті і у військових колах. 27 лютого 1930 року призначений командувачем лінійними кораблями. З 28 вересня 1932 року — начальник військово-морської станції «Нордзе». 30 вересня 1933 року зайняв найбільш важливий в системі управління діючими силами німецького ВМФ пост командувача флотом. 31 грудня 1936 року замінений адміралом Рольфом Карльсом і звільнений у відставку. 15 лютого 1939 року знову зарахований на службу і переданий в розпорядження ОКМ, проте жодного призначення не отримав.

## Звання
- Морський кадет (12 квітня 1899)
- Фенріх-цур-зее (10 квітня 1900)
- Лейтенант-цур-зее (27 вересня 1902)
- Обер-лейтенант-цур-зее (1 квітня 1904)
- Капітан-лейтенант (12 вересня 1908)
- Корветтен-капітан (24 квітня 1916)
- Фрегаттен-капітан (1 лютого 1922)
- Капітан-цур-зее (1 липня 1924)
- Контрадмірал (1 грудня 1928)
- Віцеадмірал (1 жовтня 1932)
- Адмірал (1 грудня 1935)

## Нагороди
- Залізний хрест
  - 2-го класу (5 січня 1915)
  - 1-го класу (15 лютого 1915)
- Хрест «За військові заслуги» (Австро-Угорщина) 3-го класу з військовою відзнакою (22 липня 1916)
- Військовий Хрест Фрідріха-Августа (Ольденбург) 2-го і 1-го класу (3 вересня 1916) — отримав 2 нагороди одночасно.
- Хрест «За вислугу років» (Пруссія) (25 років)
- Рятувальна медаль (13 жовтня 1926)
- Орден морських заслуг (Іспанія), великий хрест білого дивізіону (16 листопада 1928)
- Почесний хрест ветерана війни з мечами
- Орден Заслуг (Угорщина), золотий хрест (13 листопада 1935)
- Орден Меча, великий хрест (Швеція; 26 червня 1936)
- Медаль «За вислугу років у Вермахті» 4-го, 3-го, 2-го і 1-го класу (25 років; 2 жовтня 1936) — отримав 4 медалі одночасно.
- Орден Священного скарбу 1-го класу (Японська імперія; 20 січня 1937)